# Бешичка Бања
Бешичка Бања (грч. Λουτρά Βόλβης, Лутра Волвис) је бања у општини Бешичко Језеро у периферији Средишња Македонија, Грчка. Према попису из 2021. године било је 70 становника.
Бешичка Бања се први пут помиње на попису из 1940. године са 11 становника. Налази на југозападној обали Бешичког језера и богата је термалним изворима.